# Parc naturel Monts Maramureș
Le Parc naturel Monts Maramureș (en roumain Parcul Natural Munții Maramureșului) est une aire protégée (parc naturel de la catégorie V IUCN) située en Roumanie, sur le territoire administratif du comté de Maramureș.

## Localisation
Le parc naturel est situé dans le nord de la Roumanie, dans la partie nord-est du comté Maramureș, dans les monts Maramureș appartenant aux Carpates orientales.

## Description
Le parc naturel Monts Maramureș avec une superficie de 148 850 ha a été déclaré aire protégée par la Décision du Gouvernement numéro 2151 du 30 novembre 2004 (publié dans Monitorul Oficial numéro 38 du 12 janvier 2005) et représente une zone montagneuse avec une grande variété de la flore et la faune spécifiques aux Carpates.
Les monts Maramureș font partie du réseau Natura 2000 depuis 2007.